# Rasim Öztekin
Rasim Öztekin, né le 14 janvier 1959 à Istanbul et mort le 8 mars 2021 dans la même ville, est un acteur turc.

## Biographie
Le 8 mars 2021, il meurt à la suite d'une crise cardiaque.